# Dramane Traoré
Dramane Traoré (17 de junho de 1982) é um futebolista profissional malinês que atua como atacante.

## Carreira
Dramane Traoré representou a Seleção Malinesa de Futebol nas Olimpíadas de 2004.